# Tales from the Kingdom of Fife
Tales from the Kingdom of Fife – debiutancki album power metalowego zespołu Gloryhammer, został wydany 29 marca 2013 roku z nakładem Napalm Records. Jego koncept oparto na alternatywnej historii średniowiecznej Szkocji, w której czarna magia odgrywa kluczową rolę.

## Lista utworów[1]
1. „Anstruther's Dark Prophecy” – 1:27
2. „The Unicorn Invasion of Dundee” – 4:26
3. „Angus McFife” – 3:28
4. „Quest for the Hammer of Glory” – 5:38
5. „Magic Dragon” – 5:28
6. „Silent Tears of Frozen Princess” – 5:34
7. „Amulet of Justice” – 4:27
8. „Hail to Crail” – 4:43
9. „Beneath Cowdenbeath” – 2:29
10. „The Epic Rage of Furious Thunder” – 10:28
11. „Wizards!” (utwór dodatkowy) – 2:23

## Twórcy
- Thomas Winkler – wokal
- Christopher Bowes – instrumenty klawiszowe
- Paul Templing – gitara
- James Cartwright – gitara basowa
- Ben Turk – perkusja